# Música de Japón

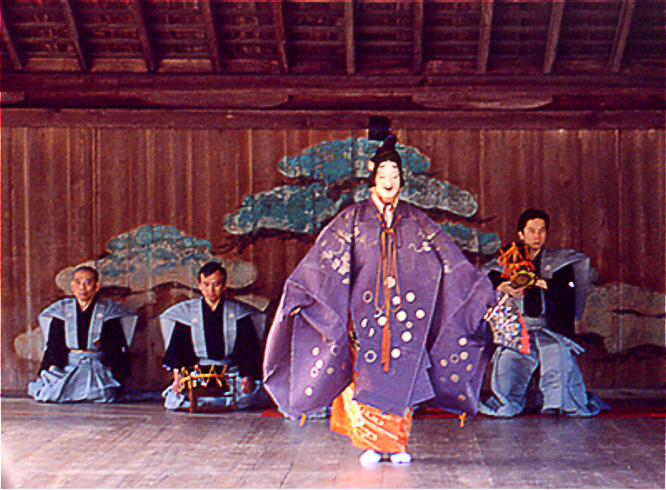
El nō (能) se acompaña habitualmente de música, uta (唄) y hayashi (囃子).

Japón posee una rica cultura musical que comprende una variada paleta de estilos tradicionales como también una diversa oferta de estilos exportados que incluyen pop, rock, electro, punk, folk, metal, reggae, salsa, y tango como también música country y hip hop.
La música tradicional japonesa se conoce con el nombre de hōgaku (邦楽), mientras que la palabra ongaku (音楽) designa a la música en general. La denominación moderna J-Music se refiere a ciertas ramas de la música japonesa con toques occidentales.
La música local a menudo aparece en los lugares de karaoke, que se alquila a las discográficas. La música tradicional japonesa se diferencia notablemente de la música occidental, ya que a menudo se basa en los intervalos de la respiración humana en lugar de en tiempos matemáticos.

## Música tradicional japonesa

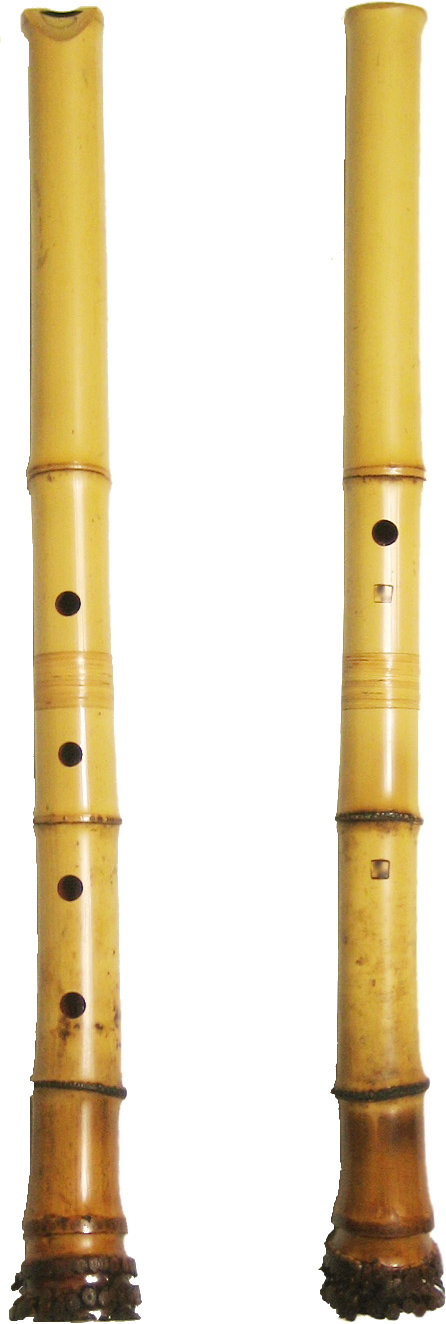
Shakuhachi, la flauta tradicional de meditación japonesa.

En el siglo XVI, los komuso, un grupo de monjes budistas Zen, desarrollaron una práctica de meditación sonora. A esta práctica de meditación individual, que consistía en meditar mientras soplaban ciertos sonidos en un Shakuhachi -una flauta japonesa que se sujeta verticalmente como una flauta dulce en lugar de como la tradicional flauta traversa- y la llamaron suizen. Los sonidos no eran improvisados y el objetivo de estos monjes Zen era llegar a la iluminación a través del sonido del shakuhachi. El shakuhachi no era considerado un instrumento musical, gakki, sino uno de práctica religiosa budista, hooki.b
En 1871, este grupo de monjes japoneses es proscripto y entonces el sonido del shakuhachi comienza a ser transmitido en calidad de música con el nombre de música original, honkyoku.
En Japón existe una innumerable variedad de tipos de música tradicional. Dos de los estilos más antiguos son shōmyō, o "voz clara", y gagaku o música orquestal de la corte. Ambos estilos provienen de los períodos Nara y Heian.
El gagaku es un tipo de música clásica que ha sido ejecutada en la Corte Imperial desde el período Heian. Kagurauta (神楽歌), Azumaasobi(東遊) y Yamatouta (大和歌) son repertorios relativamente autóctonos. Tōgaku (唐楽) y komagaku se originaron a partir de la dinastía china Tang por transmisión por la península de Corea. Adicionalmente, el gagaku se divide en kangen (管弦) (música instrumental) y bugaku (舞楽) (danza acompañada de gagaku).
Las honkyoku ("piezas originales") se remontan al siglo XIX a. C.. Estas son piezas para solo de shakuhachi ejecutadas por los monjes de la secta mendicante Fuke de budismo Zen. Estos monjes, llamados komusō ("monjes de la vacuidad"), ejecutaban honkyoku para las limosnas e iluminación. La secta Fuke dejó de existir hacia finales del siglo XIX, pero actualmente continúa una tradición escrita y oral de numerosos honkyoku, si bien esta música es hoy a menudo ejecutada en conciertos o escenarios musicales.
Los samurái a menudo escuchaban y tomaban parte en la ejecución de actividades musicales como parte de sus prácticas para enriquecer sus vidas y conocimiento.
El teatro musical se desarrolló en Japón desde épocas muy antiguas. El noh (能) o nō se generó a partir de varias tradiciones populares y hacia el siglo XIV se había convertido en un arte altamente refinado. Kan'ami (1333-1384) y Zeami (1363?-1443) lo elevaron a su posición de máxima sofisticación. En particular, Zeami fue autor del núcleo del repertorio noh y fue autor de muchos tratados sobre los secretos de la tradición nō (que recién fueron ampliamente difundidos a partir de la Edad Moderna).
Otra forma de teatro japonés es el teatro de títeres o marionetas, a menudo llamado bunraku (文楽). Este teatro de marionetas también posee raíces populares y se desarrolló especialmente durante Chonin en el período Edo (1600-1868). Generalmente es acompañado por versos recitados, en varios estilos de jōruri acompañados de música shamisen.
Durante el período Edo, los actores (a partir de 1652 sólo adultos varones) actuaban en el teatro kabuki, que era muy popular y colorido. El kabuki incluía todo tipo de representaciones, desde obras históricas hasta piezas musicales con números de danza; era a menudo acompañado por cantos en estilo nagauta y actuaciones shamisen.

## Era Meiji

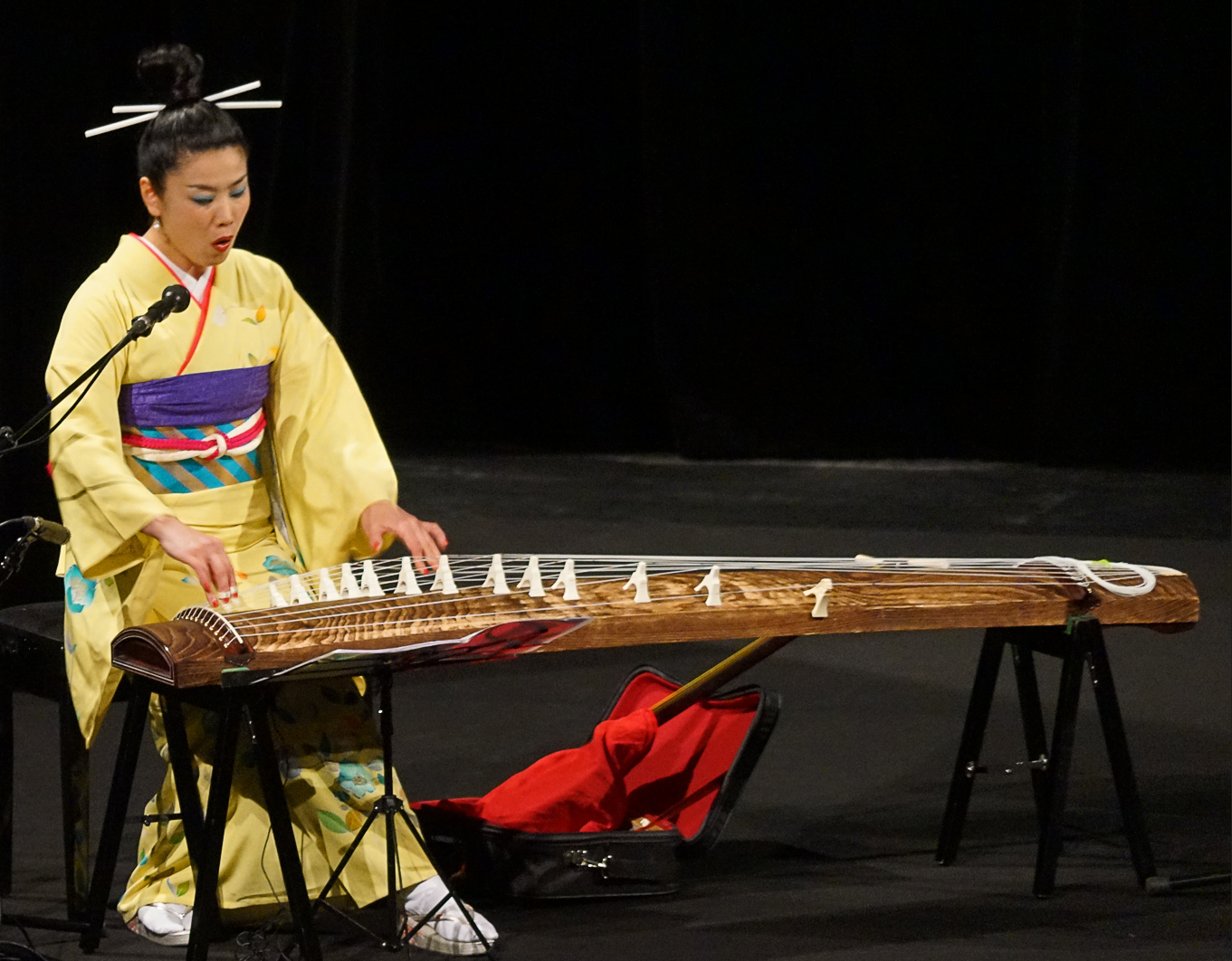
Fumie Hihara tocando un koto de 13 cuerdas

En la era Meiji, la música occidental y la música japonesa están vinculadas, sobre todo en el ámbito militar, religioso y educativo. Los japoneses asimilaron la cultura occidental y su música con una sorprendente rapidez. El panorama musical en Japón se vio influido por la inspiración occidental y se volvió gradualmente animado y prolífico.

### Música Militar
La primera etapa de la adaptación occidental en el periodo Meiji está asociada al ámbito militar. Poco antes de la reapertura de Japón, se fundó en Nagasaki la primera academia militar basada en el modelo holandés, donde, junto a la formación militar, se enseñaba música militar, ya que se reconocía que era un componente importante de las artes marciales. Allí se organizó la primera banda militar llamada kotekitai, formada por instrumentos de viento y percusión.
Poco a poco, la música occidental se integró en la cultura japonesa como parte de un proyecto social. Las bandas militares desempeñaban un papel destacado en la sociedad. Esto incluía conciertos públicos de música occidental, que se celebraban en la famosa sala Rokumeikan y en el escenario al aire libre Hibiya de Tokio, en los que se interpretaban marchas, música patriótica y obras de compositores europeos (Richard Wagner, Charles Gounod, Piotr Chaikovski).
Con la contribución de autores extranjeros y japoneses, se completaron y publicaron las primeras colecciones de partituras militares.
En el ámbito militar se formó la escuela japonesa de dirección de orquesta, cuyos fundadores fueron figuras culturales inglesas, francesas y alemanas como John William Fenton, Charles Leroux, Franz Eckert. Bajo su dirección se formaron los primeros directores de orquesta militares japoneses: Suketsune Nakamura y Yoshitoyo Yotsumoto.

### Música cristiana
Las misiones cristianas también se convirtieron en una importante vía de difusión de la música de estilo occidental en la era Meiji.
En el siglo XVI, los misioneros portugueses introdujeron en Japón la primera música de estilo occidental: música coral sagrada, música para órgano, flauta, arpa, trompeta, violín, viola y contrabajo. Sin embargo, pronto se prohibió el cristianismo con sus instituciones. En la era Meiji se levantó la prohibición del cristianismo, por lo que los misioneros católicos, ortodoxos y protestantes comenzaron a predicar activamente, y la introducción de la música sacra se convirtió en parte integrante de sus actividades.
Así, la misión ortodoxa introdujo la música coral tradicional en Japón. El gran impacto en el desarrollo de la música coral lo tuvieron los músicos ucranianos: los directores Yakov Tikhai (sirvió en la misión ortodoxa de 1874 a 1886) y Dmytro Livovsky (sirvió en la misión ortodoxa de 1880 a 1921). Organizaron los primeros coros tradicionales en la Catedral de la Santa Resurrección de Tokio (conocida como Nikolai-do), enseñaron música en el Seminario Teológico de Tokio, completaron y publicaron las primeras colecciones de partituras, y educaron a los primeros directores de coro y profesores de música japoneses. Entre ellos se encuentran Roman Chiba, Alexey Obara, Innokentiy Kisu, Yakov Maedako, Petr Tokairin, Ioan Nakashima, Moisei Kawamura, Ioan Owata, Pavel Isiya, Vasiliy Takeda, Andrey Abe, Alexandr Komagai, Fedor Minato, Alexey Sawabe, Luka Orit.
Todos ellos se hicieron cristianos ortodoxos y adoptaron nombres cristianos.

### Educación
El ámbito educativo también fue una vía importante para la adopción de la música de estilo occidental. Las reformas educativas fueron dirigidas por Isawa Shuji (1851-1917) y Luther Whiting Mason (1828-1896). En 1880 se fundó el Instituto de Investigación Musical de Tokio (Ongaku Torishirabe Gakari), dirigido por Izawa Shuji. El Instituto tenía tres tareas principales: 1) Introducir la enseñanza obligatoria de la música en las escuelas, para dar a conocer las canciones de estilo occidental; 2) Formar a los profesores de música para el posterior desarrollo de actividades musicales profesionales; 3) Crear colecciones de partituras para niños, en las que se pudieran combinar elementos musicales de estilo japonés y occidental. Así, en 1881 se publicaron las primeras partituras "La primera colección para la escuela primaria". Los profesores de música recién formados organizaron clases de canto, teoría de la música y ejecución de instrumentos musicales (koto, kokyu, piano, órgano y violín).
En 1887, el Instituto de Investigación Musical se reformó para convertirse en la Academia de Música de Tokio, lo que dio a la institución un nuevo estatus y contribuyó a su posterior desarrollo. La música occidental se consideraba un factor esencial que contribuía a la modernización. Se mejoró el nuevo plan de estudios y aumentó el número y la calidad de los eventos musicales.
La Academia de Música de Tokio se convirtió en el primer centro de enseñanza musical de estilo occidental en Japón. Fue el nacimiento de las escuelas que enseñaban composición al estilo occidental en Japón, la génesis de una tradición operística en Japón, y sentó las bases de la tradición formal japonesa para familiarizarse con la música occidental.

## Biwa Hōshi, Heike Biwa, MOSO y Goze
El biwa, que es una forma de laúd de cuello corto, era tocado por grupos de músicos itinerantes (biwa hōshi) que lo usaban para acompañar sus historias. La más famosa de dichas historias es el Cantar de Heike, un relato del siglo XIX a. C. sobre el triunfo del clan Minamoto sobre el Taira. Hacia el siglo XIII los Biwa hōshi se comenzaron a organizar en una especie de asociación de oficios (tōdō) para hombres con deficiencias visuales. Esta asociación finalmente llegó a controlar una gran porción de la cultura musical de Japón.
Adicionalmente, numerosos grupos más pequeños de músicos ciegos itinerantes se formaron en la zona de Kyushu. Estos músicos, llamados mōsō ("monjes ciegos") recorrían la campiña y ejecutaban una variedad de textos religiosos y semireligiosos para purificar las casas y traer buena salud y suerte. Ellos también tenían un repertorio de géneros seculares. El biwa que ellos tocaban era considerablemente más breve que el Heike biwa tocado por los biwa hōshi.
Lafcadio Hearn cuenta en su libro Kwaidan: Stories and Studies of Strange Things "Mimi-Nashi Hoichi" (Hoichi el desorejado), una historia japonesa sobre fantasmas y un biwa hōshi ciego que toca "Cantar de Heike".
Desde la era medieval, las mujeres ciegas que eran músicos, llamadas goze, también recorrían los campos, entonando canciones y tocando música acompañadas por un tambor pequeño. A partir del siglo XVII ellas tocaban el koto o el shamisen. Las organizaciones Goze se difundieron por toda la región, y hasta hace muy poco tiempo existieron en lo que hoy es la prefectura de Niigata.

## Taiko

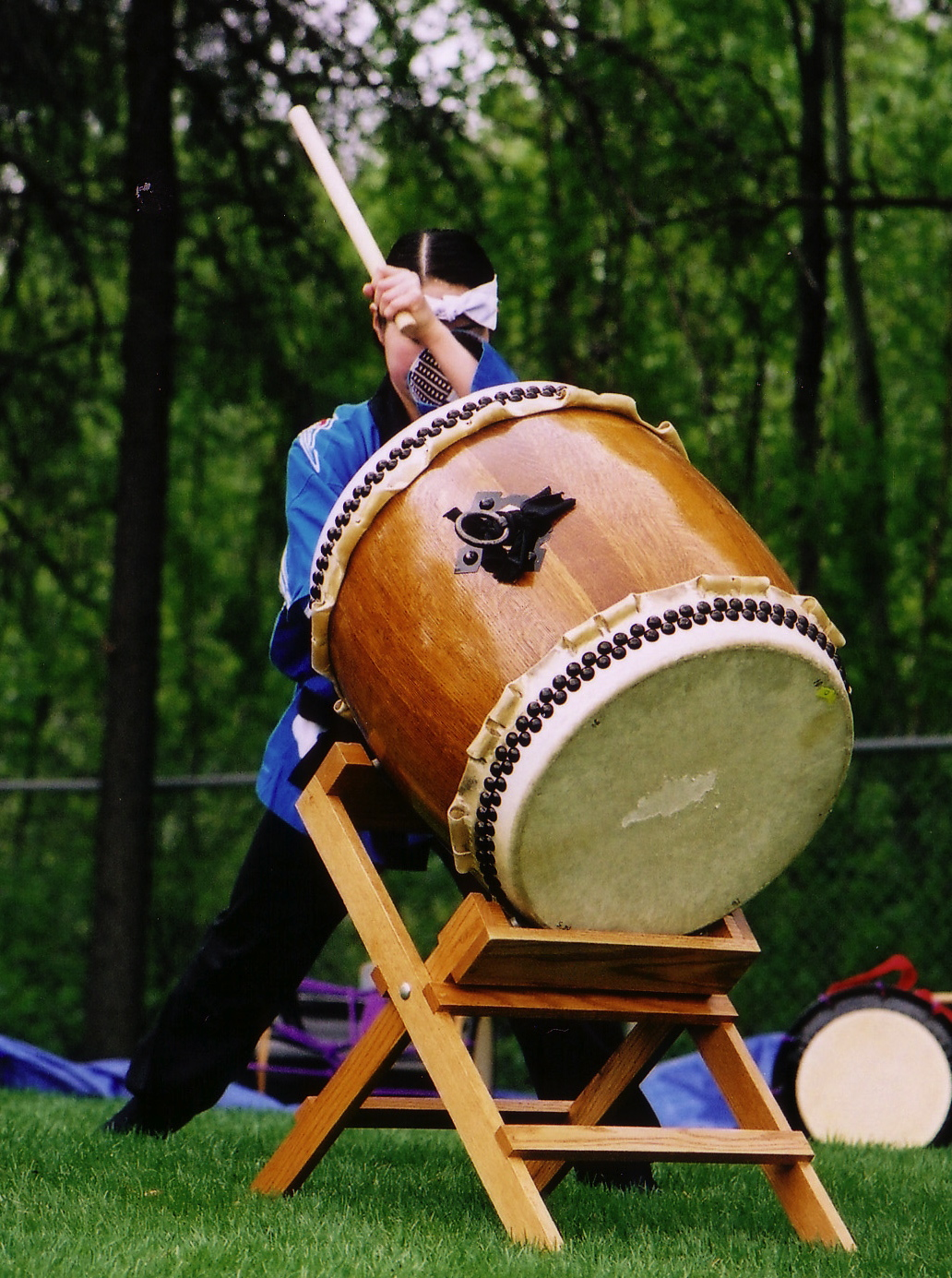
Ejecutante de Taiko.

El taiko es un tambor japonés que es utilizado en la ejecución de varios géneros de música, existen diversos modelos que se diferencian por su tamaño. Ha alcanzado gran popularidad en épocas recientes como el instrumento de percusión central de numerosos conjuntos musicales, el repertorio se basa en música folclórica del pasado. Dicha música taiko es tocada por conjuntos con grandes tambores llamados kumi-daiko. Sus orígenes son un tanto inciertos, aunque se lo puede rastrear hasta los siglos VI y VII, a partir de una figura de arcilla de un músico con tambor. Aunque después tuvo influencias china y coreana, el instrumento y su música permaneció unido a sus raíces auténticamente japonesas. Los tambores taiko durante este período fueron utilizados durante las batallas para intimidar al enemigo y pasar órdenes de comando. El taiko fue posteriormente adoptado para la ejecución de música religiosa budista y shintō. Antiguamente los ejecutantes de taiko eran hombres santos, que solo tocaban en ocasiones especiales y en pequeños grupos, aunque posteriormente también hombres seculares (muy rara vez mujeres) tocaron el taiko en festivales semireligiosos como bon dance.
Se dice que los conjuntos de ejecutantes modernos de taiko fueron inventados por Daihachi Oguchi en 1951. Oguchi que tocaba el tambor en eventos de jazz, incorporó sus conocimientos musicales en la constitución de conjuntos con gran número de ejecutantes. Su estilo energético hizo que su grupo alcanzara gran popularidad en Japón, convirtiendo a la región de Hokuriku en el centro de la música taiko. Entre los músicos que surgieron por dicha época se destacan Sukeroku Daiko y su compañero Seido Kobayashi. Hacia 1969 surgió el grupo Za Ondekoza que fue fundado por Tagayasu Den; Za Ondekoza promovió la incorporación de ejecutantes jóvenes que plantearon algunas innovaciones a la música taiko, y se difundió en festivales y fiestas comunales. Durante la década de 1970, el gobierno japonés proveyó de soporte económico a ciertas actividades que formaban parte de la cultura japonesa, y como consecuencia se formaron muchos grupos de taiko. Hacia finales del siglo XX, los grupos taiko se difundieron por el mundo, especialmente en Estados Unidos. GOCOO es el nombre de una banda moderna de taiko.

## Música folclórica: Min'yō

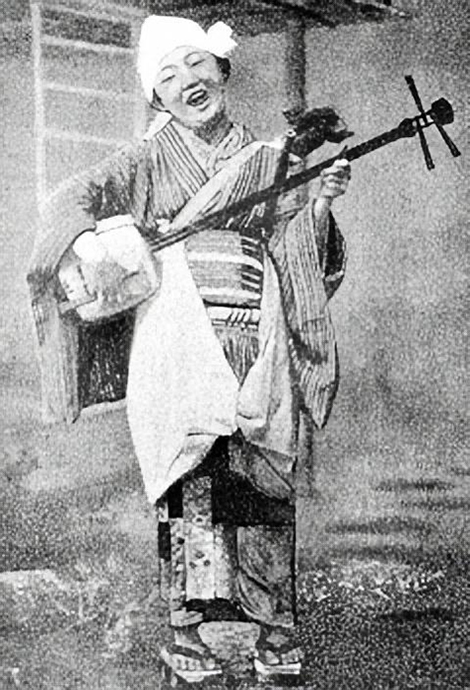
Una mujer tocando el shamisen, 1904.

Las canciones folclóricas japonesas ( min'yō) pueden ser clasificadas de diversas formas, en general se distinguen cuatro categorías principales: canciones sobre el trabajo, cantos religiosos (tales como sato kagura, un tipo de música sintoista), canciones para acontecimientos tales como casamientos, funerales y festivales (matsuri, especialmente Obon), y canciones para niños (warabe uta).
En el minyō, los cantantes se suelen acompañar con el laúd de tres cuerdas llamado shamisen, tambores taiko, y una flauta de bambú llamada shakuhachi. Otros instrumentos que a veces se utilizan son una flauta traversa conocida por el nombre de shinobue, una campana llamada kane, un tambor pequeño llamado tsuzumi, y una cítara de 13 cuerdas llamada koto. En Okinawa, el principal instrumento es el sanshin. Si bien todos estos son instrumentos tradicionales japoneses, en instrumentaciones modernas se observa a veces el uso de guitarras eléctricas y sintetizadores, dependiendo del estilo y edad del cantante, a veces los cantantes enka incorporan elementos del repertorio tradicional min'yō (Enka es un género musical japonés).
Existen varios términos comúnmente asociados al min'yō tales como ondo, bushi, bon uta, y komori uta. Un ondo por lo general es una canción folclórica con una melodía distintiva que puede ser entendida como teniendo un ritmo de 2/4 (si bien los músicos por lo general no agrupan las notas). La música folclórica típica que se escucha en las danzas de los festivales Obon por lo general es un ondo. Un fushi es una canción con una melodía característica. Su nombre, que se pronuncia "bushi", significa "melodía" o "ritmo." Muy raras veces la palabra se utiliza aislada, en cambio es acompañada por un prefijo que se refiere a una ocupación, ubicación o nombre personal. Bon uta, tal como lo indica su nombre son canciones para Obon, el festival de faroles de los muertos. Komori uta son canciones de cuna para niños. Los nombres de las canciones min'yo a menudo incluyen un término descriptivo por lo general al final, por ejemplo Tokyo Ondo, Kushimoto Bushi, Hokkai Bon Uta, y Itsuki no Komoriuta.
Muchas de estas canciones enfatizan ciertas sílabas como también incluyen gritos agudos (kakegoe). Por lo general el kakegoe son gritos de alegría pero en el min'yō, a menudo son incluidos como parte del coro. Hay numerosos kakegoe, y varían según la región. Por ejemplo en Okinawa Min'yō, se escuchará la expresión "ha iya sasa!". Mientras que en las zonas centrales de Japón, son más comunes las expresiones "a yoisho!," "sate!," o "a sore!". Algunas otras son "a donto koi!," y "dokoisho!"
Recientemente se ha utilizado un sistema para formación musical basado en gremios conocido como sistema iemoto a algunas formas de min'yō. Este sistema fue inicialmente desarrollado para transmitir géneros musicales clásicos tales como nagauta, shakuhachi, o koto, pero dado que mostró ser redituable para los profesores y contó con el apoyo de los estudiantes que deseaban obtener certificados de aprendizaje el método se extendió para abarcar a otros géneros tales como min'yō, Tsugaru-jamisen y otras formas de música que eran transmitidas tradicionalmente de manera informal. Hoy en día algunos min'yō son transmitidos a través de este tipo de organizaciones pseudo familiares, y son comunes los aprendizajes por períodos prolongados.

## Mercado musical contemporáneo
La industria de la música contemporánea en Japón tiene bastantes diferencias a la manera occidental, en especial la forma de las promociones para los artistas. La forma de promoción del país también ha servido como ejemplo a seguir para diversos países asiáticos.
Las ventas de álbumes, sencillos, y recientemente DVD, son medidas por la empresa Oricon, que también se encarga de crear un ranking con lo más vendido de Japón de manera diaria, semanal, mensual y anual.
A pesar de que grandes sellos como Sony Music, Warner o Columbia se esfuerzan por tratar de insertar al mercado música occidental, casi no tienen cabida dentro de Oricon, estando prácticamente siempre los primeros lugares en la lista ocupados por artistas japoneses.

### Principales diferencias con occidente

#### Títulos en las canciones
A los japoneses se les conoce por el gran respeto hacia la caligrafía y escritura. Se observa en algunos títulos de canciones, principalmente desde la década de 1980, que los artistas se han ido liberando, comenzando primero a utilizar títulos en idiomas latinos para algunas de sus canciones (aunque estuvieran en japonés), y después incluso la utilización de títulos completamente en mayúsculas y todos en minúsculas, o incluso juegos entre ellas para hacerlas más desordenadas, y de alguna forma más "llamativas" para el público. Incluso nombres de bandas alternativas de rock y pop japonés se valen de estas técnicas de marketing. Los ejemplos más clásicos es el título ya típico entre artistas japoneses completamente en mayúsculas, o también se incluye la incorporación de "~" u "-", que también son símbolos frecuentemente usados dentro de canciones, aunque también se utilizan caracteres gráficos que, antes de la inclusión al sistema Unicode, no se encuentran presentes dentro de nuestro sistema como ☆ y ♥, para hacer títulos aún más llamativos.
Los títulos de las canciones son estrictamente respetados con sus distintas formas de ortografía y caligrafía en el mercado, y a excepción de páginas no muy cultas respecto a la cultura musical japonesa se pueden encontrar títulos como "HANABI" escrito "Hanabi" o "RUN☆RUN☆RUN" escrito "Run*Run*Run*", pero son la minoría (en especial sitios de internet de habla inglesa donde comercializan música asiática).

#### Lanzamiento de sencillos y posteriormente álbum
En general el mercado actúa de manera distinta al de occidente en el sentido de que la promoción ocurre en orden distinto, sobre todo en lo que respecta a los lanzamientos de álbumes y sencillos promocionales. En Japón, a diferencia de occidente, un artista que recién debuta o un artista que lanza nuevos trabajos después de dar por terminada la promoción de su álbum anterior lanza al menos 3 o 4 sencillos antes del lanzamiento del álbum que contendrá dichas canciones, al contrario de occidente donde generalmente se lanza un sencillo y días después se lanza el álbum. Algunos consideran esta maniobra mejor a la occidental principalmente porque le permite a los consumidores una mejor comprensión sobre el contenido del álbum de un artista, y más aún si anteriormente también han adquirido los sencillos promocionales.

#### Los denominados "PV"
Los videos musicales en Japón son comúnmente conocidos como PV (Promotional Video); esto fue adoptado del mercado occidental antes de que se instalara el término más moderno de MV (Music Video), y PV quedó marcado en la consciencia del consumidor para relacionar inmediatamente el término con el vídeo musical de una canción.

#### CD con DVD
Desde hace algunos años ya es común la incorporación de DVD como productos anexos a álbumes y sencillos sin discriminación. Esta maniobra es realizada más que nada por el sello independiente más importante del país Avex Trax. Los DVD incluyen generalmente los PVs de las canciones que también están incluidas en dicho CD (álbum o sencillo), y también en contadas ocasiones escenas de detrás de cámara de los videos o alguna entrevista.